# Galopsport
|  | For andre betydninger, se Galop |
Galop er en form for hestevæddeløb, hvor  heste galoperer om kap på en oftest oval bane. Et galopløb afvikles over en distance på mellem 650 meter (supersprint) og 4.000 meter (stayer). Løb over distancer på op til 1.200 meter betegnes sprinterløb, løb mellem 1.300 meter og 1.800 meter kaldes mellemdistanceløb og løb over 1.800 meter kaldes stayerløb. De fleste løb afvikles over distancer på mellem 1.200 og 2.400 meter. Hestene rides af ryttere, der kaldes jockeyer.
Banernes underlag er oftest græs i Europa, hvorimod, der oftest i Nordamerika løbes på underlag af grus, jord eller sand eller syntetiske underlag. Galopløb løbes oftest med heste af racen engelsk fuldblod, men der afvikles også løb med andre racer, eksempelvis arabere og i USA også med appaloosaer. Der afholdes også konkurrencer i ponygalop. Hestene når op på hastigheder på op til 65 km/t under løbene.
Galopsporten er særlig populær i Storbritannien, Irland,  Nordamerika og Japan, men er også særdeles populær flere steder i Mellemøsten. I Danmark løbes galopløb på flere baner landet over. 
Galopløb afvikles efter regler fastsat af den engelske The Jockey Club, der blev stiftet i 1750.

## Historie
Kapløb med heste har været helt almindelige, lige siden hesten blev domesticeret for ca. 6.000 år siden. Hestevæddeløb var en stor publikumsport i antikken, og i Asien var konkurrencer mellem de udholdende heste sædvanligt forekommende. 
Den moderne galopsport stammer fra Storbritannien, hvor man begyndte at organisere disse konkurrencer i 1600-tallet. I slutningen af 1600-tallet og i begyndelsen af 1700-tallet blev hesteracen engelsk fuldblod fremavlet med det formål at opnå den hurtigste hest til galopløbene. De moderne organiserede hestekapløb har deres rødder i Newmarket i England og blev introduceret til byen af den engelske kong Jakob 1. efter, at han opdagede byen under en ridetur i 1605. Ved kongens død i 1625 havde man i byen påbegyndt årlige hestekapløb, og allerede i 1634 blev den første Gold Cup afviklet. 
I 1654 blev galopsporten forbudt i Storbritannien af Oliver Cromwell, efter at Cromwell havde afsat kong Karl 1. og overtaget magten i landet. Hestesporten blev set som udslag af kongernes dekadente livsstil og Cromwells puritanske regime slog mange galopheste ned. Hestekapløb forblev forbudt i Storbritannien indtil 1664, hvor Karl 2. ophævede forbuddet.  
I 1750 blev den britiske "The Jockey Club" stiftet. Klubben fastlagde regelsættet for det, der i dag er den moderne galopsport. Regelsættet er med forskellige tilpasninger fortsat gældende i dag. 
Storbritannien eksporterede væddeløbsheste til kolonierne i Nordamerika og andre steder i verden, og fik på den måde udbredt den regulerede galopsport til andre dele af verden. I begyndelsen af 1800-tallet spredte galopsporten sig til Kontinentaleuropa. Galopsporten er i dag absolut størst i England og USA og har efter 2. verdenskrig også opnået betydelig popularitet i Japan. Sporten har også stor interesse i Frankrig og Tyskland.

## Klassifikation af galopløb
I Europa kan løbene inddeles i to typer af løb, aldersvægtløb og handicapløb. 
I aldersvægtløb løber alle heste med samme alder med samme vægt; dog kan der tildeles heste med tidligere høj indtjening eller mange sejre et handicap i form af ekstra vægt. I handicapløb tildeles hesten en vægt baseret på hestens formtal.
Herudover er større internationale løb i Europa klassificeret og inddelt i fire grupper, kaldet gruppe 1, 2 og 3 samt listed løb. Løb i gruppe 1 er de meste prestigefyldte. Langt de fleste gruppe 1 løb afvikles i England og Frankrig. Det eneste danske løb, der er klassificeret som et gruppeløb, er Scandinavian Open Championship på Klampenborg Galopbane, der er i gruppe 3. Nordamerika har en tilsvarende inddeling, men benævner kategorierne som Grade I, Grade II og Grade III. 

### De klassiske galopløb
I England har fem løb status som klassikere: Epsom Derby (eller blot The Derby), 2,000 Guineas Stakes, St. Leger Stakes, 1,000 Guineas Stakes (hoppeløb) og The Oaks (hoppeløb). De tre ikke-hoppeløb er kun åbne for hingste (vallakker kan ikke stille op) og benævnes samlet Triple Crown. Mange lande har videreført den engelske tradition, og afvikler ligeledes de fem løb efter engelsk forbillede. 
I USA udgøres Triple Crown af Kentucky Derby, Preakness Stakes og Belmont Stakes. I Danmark består Triple Crown af Dansk Derby, 2.000 Guineas (også kaldet Dansk forårsløb) og Dansk St. Leger. I Danmark afvikles 1,000 Guineas under navnet Mowerinaløb og The Oaks under Damernes Dag.
Andre store løb uden for England og USA er det franske Prix de l'Arc de Triomphe, det tyske Deutsches Derby samt Dubai World Cup med verdens højeste prmæiesum.

## Galopsporten i Danmark
De første organiserede hestevæddeløb i Danmark blev afviklet i 1771 i København på initiativ af den engelskfødte Dronning Caroline Mathilde. Kongens og dronningens livlæge Struensee organiserede løbene. Efter afsløringen af Struensees forhold til dronningen og Struensees efterfølgende henrettelse i 1772 blev løbene forbudt.
I begyndelsen af 1800-tallet spredte galopsporten sig fra England til det øvrige Europa og nåede efter nogle år til Hertugdømmerne, hvor Hertug Christian August af Augustenborg fra 1820 arrangerede løb i bl.a. Odense, Horsens og Slagelse. I 1832 blev de første løb afholdt i København, men Treårskrigen satte en midlertidig stopper for de populære løb, bl.a. fordi hertugen stod på oprørernes side under krigen. 
Efter afslutningen på Treårskrigen blev løbene genoptaget, og i 1859 fik Danmark sin egen godkendte jockeyklub, der blev stiftet under navnet "Dansk Galop (Foreningen Til Den Ædle Hesteavls Fremme)". En af medstifterne var den daværende Kronprins Christian. Det første autoriserede galopløb blev afviklet i 1867 og allerede i 1868 blev det tilladt at spille på hestene for at forbedre foreningens økonomi. I 1870 blev løbene flyttet til sletten ved Eremitageslottet lidt nord for København, hvor der blev anlagt en galopbane. Banen lå tæt ved Dyrehavsbakken og løbene tiltrak mange tilskuere. Galopsporten var også populær i Sverige, og i slutningen af 1800-tallet blev samarbejdet med den svenske jockeyklub udbygget, og der blev afholdt flere løb med deltagelse af svenske heste, ligesom Skandinavisk Derby blev indstiftet i 1875. 
I 1903 blev det besluttet af flytte galopbanen fra Eremitagesletten til den nærliggende Ordrup mose. Ordrup mose var imidlertid en del af Københavns Befæstnings nordfront, og således en del af det område, der skulle oversvømmes i tilfælde af trussel mod Hovedstaden. Anlægget af den nye væddeløbsbane ved Klampenborg skulle derfor godkendes af Krigsministeriet, og først i 1906 fik initiativtagerne tilladelse til anlæg af en væddeløbsbane ved mosen, hvorefter byggeriet kunne gå i gang. Den nye Væddeløbsbane stod klar i 1910, hvor banen blev indviet. 
I dag løbes i Danmark  galopløb på fire baner: Klampenborg Galopbane, Fyens Væddeløbsbane, Jydsk Væddeløbsbane og NKI Racing Arena Aalborg. Kun Klampenborg Galopbane anvendes alene til galopløb.  Der afvikles i Danmark ca. 300 løb årligt, heraf ca. halvdelen på Klampenborg Galopbane. 
De største løb i Danmark er Dansk Derby, der er åbent for 3-årige heste født i Skandinavien, og Scandinavian Open Championship for de ældre heste.